# تبوك (مقر الإمارة)
محافظة تبوك أو إمارة تبوك هي مقر إمارة منطقة تبوك وعاصمتها مدينة تبوك.

## السكان
يبلغ عدد سكان إمارة تبوك حوالي 569797 نسمة حسب إحصائية سنة 2010م، بلغ عدد السعوديين 474059 نسمة بينما بلغ عدد غير السعوديين 95738 نسمة.